# Czarny Piotr (zbójnik)
Czarny Piotr (zm. 1 kwietnia 1670) – postać historyczna, zbójnik działający w XVII wieku w okolicy Prudnika.

## Życiorys
Miał on działać poprzez obrabowywanie bogatych ludzi i obdarowywanie biedniejszych mieszkańców Prudnika oraz okolicznych miejscowości. Rozpoczęcie jego działalności przestępczej przypadło na początek bogacenia się prudnickich mieszczan na handlu z Wrocławiem i Czechami. Jego pierwszy napad odnotowano w kronikach w 1658.
Czarny Piotr zyskał rozgłos w okolicy. Przystąpiło do niego 10 ubogich mieszczan. Banda rozbójników ukrywała się w Lesie Prudnickim oraz Górach Opawskich. 16 września 1662 w lesie za Kapliczną Górą doszło do potyczki między bandą Czarnego Piotra i lokalnymi myśliwymi. Po obu stronach walki zginęło sześcioro ludzi.
W 1665 wraz z dwoma kompanami został schwytany i osadzony w więzieniu w Prudniku, lecz udało mu się z niego uciec dzięki pomocy mieszkańców miasta. Ponownie pojmano go w 1670. 1 kwietnia tegoż roku wykonano na nim karę śmierci poprzez ścięcie toporem.

## Upamiętnienie
Czarny Piotr został upamiętniony pieśnią ludową. W 1987 jego postać przypomniał na łamach „Głosu Włókniarza” (gazeta zakładowa ZPB „Frotex”) Jan Harnaś, który w archiwum ratusza w Prudniku natrafił na dokumenty dotyczące jego działalności.